# Ronde van Qinghai 2025
De 24e editie van de wielerwedstrijd Ronde van Qinghai vond in 2025 plaats van 6 tot en met 13 juli. De start was in Xining, de finish in Xihaizhen. De ronde maakt deel uit van de UCI Pro Series 2025. De Ecuadoraan Jefferson Alveiro Cepeda, de winnaar van de vorige editie, nam dit jaar geen deel.

## Deelnemende ploegen
| WorldTour       | ProTeam | Continentaal team |
| --------------- | --- | --- |
| XDS Astana Team | Euskaltel-Euskadi Burgos-Burpellet-BH Team Solution Tech - Vini Fantini Caja Rural-Seguros RGA Unibet Tietema Rockets VF Group-Bardiani CSF-Faizanè Equipo Kern Pharma Team Polti VisitMalta | Terengganu Cycling Team CCACHE x BODYWRAP Factor Racing Petrolike Quick Pro Team Istanbul Büyükșehir Belediye Spor Türkiye China Anta - Mentech Cycling Team Li Ning Star Chengdu DYC Cycling Team FNIX - SCOM - Hengxiang Cycling Team Huansheng - Vonoa - Taishan Sport Team Bodywrap LTwoo Cycling Team Tianyoude Hotel Cycling Team |

## Etappe-overzicht
| etappe | datum   | start     | finish    | type       | afstand  | winnaar               | klassementsleider |
| ------ | ------- | --------- | --------- | ---------- | -------- | --------------------- | ----------------- |
| 1e     | 14 juli | Xining    | Xining    | Vlakke rit | 120,6 km | Manuel Peñalver       | Manuel Peñalver   |
| 2e     | 15 juli | Duoba     | Huzhu     | Bergrit    | 151,4 km | Thomas Silva          | Thomas Silva      |
| 3e     | 16 juli | Huzhu     | Menyuan   | Bergrit    | 219,5 km | Alexander Salby       | Thomas Silva      |
| 4e     | 17 juli | Menyuan   | Qilian    | Heuvelrit  | 172,5 km | Martin Laas           | Thomas Silva      |
| 5e     | 18 juli | Qilian    | Gangcha   | Bergrit    | 168,7 km | Carlos Alfonso García | Thomas Silva      |
| 6e     | 19 juli | Gangcha   | Gonghe    | Heuvelrit  | 232,7 km | Henok Mulubrhan       | Thomas Silva      |
| 7e     | 20 juli | Gonghe    | Haiyan    | Heuvelrit  | 137 km   | Pjotr Rikoenov        | Henok Mulubrhan   |
| 8e     | 21 juli | Xihaizhen | Xihaizhen | Heuvelrit  | 121,3 km | Alexander Salby       | Henok Mulubrhan   |

## Klassementsleiders
| Etappe      | Winnaar               | Algemeen klassement | Puntenklassement | Bergklassement | Ploegenklassement      |
| ----------- | --------------------- | ------------------- | ---------------- | -------------- | ---------------------- |
| 1           | Manuel Peñalver       | Manuel Peñalver     | Manuel Peñalver  | Timofej Ivanov | Petrolike              |
| 2           | Thomas Silva          | Thomas Silva        | Henok Mulubrhan  | Simon Pellaud  | Caja Rural-Seguros RGA |
| 3           | Alexander Salby       | Thomas Silva        | Manuel Peñalver  | Simon Pellaud  | Caja Rural-Seguros RGA |
| 4           | Martin Laas           | Thomas Silva        | Alexander Salby  | Simon Pellaud  | Caja Rural-Seguros RGA |
| 5           | Carlos Alfonso García | Thomas Silva        | Thomas Silva     | Simon Pellaud  | Caja Rural-Seguros RGA |
| 6           | Henok Mulubrhan       | Thomas Silva        | Thomas Silva     | Simon Pellaud  | XDS Astana Team        |
| 7           | Pjotr Rikoenov        | Henok Mulubrhan     | Thomas Silva     | Jon Agirre     | XDS Astana Team        |
| 8           | Alexander Salby       | Henok Mulubrhan     | Henok Mulubrhan  | Jon Agirre     | XDS Astana Team        |
|             |                       |                     |                  |                |                        |
| Eindstanden | Eindstanden           | Henok Mulubrhan     | Henok Mulubrhan  | Jon Agirre     | XDS Astana Team        |

2002 ·
2003 ·
2004 ·
2005 ·
2006 ·
2007 ·
2008 ·
2009 ·
2010 ·
2011 ·
2012 ·
2013 ·
2014 ·
2015 ·
2016 ·
2017 ·
2018 ·
2019 ·
2020 ·
2021 ·
2022 ·
2023 ·
2024 ·
2025
Ronde van Valencia ·
Ronde van Oman ·
Clásica de Almería ·
Figueira Champions Classic ·
Ronde van de Algarve ·
Ruta del Sol ·
Ardèche Classic ·
Drôme Classic ·
Kuurne-Brussel-Kuurne ·
Trofeo Laigueglia ·
Nokere Koerse ·
Milaan-Turijn ·
GP Denain ·
Bredene Koksijde Classic ·
Grote Prijs Miguel Indurain ·
Ronde van Hainan ·
Scheldeprijs ·
Brabantse Pijl ·
Ronde van de Alpen ·
Ronde van Turkije ·
Grote Prijs van de Morbihan ·
Tro Bro Léon ·
Klassiek Duinkerke-GP van de Hauts-de-France ·
Vierdaagse van Duinkerke ·
Ronde van Hongarije ·
Veenendaal-Veenendaal ·
Antwerp Port Epic ·
Boucles de la Mayenne ·
Ronde van Noorwegen ·
Ronde van Slovenië ·
Brussels Cycling Classic ·
Dwars door het Hageland ·
Mont Ventoux Dénivelé Challenge ·
Ronde van België ·
Ronde van Qinghai ·
Ronde van Wallonië ·
Ronde van Burgos ·
Arctic Race of Norway ·
Ronde van Denemarken ·
Circuit Franco-Belge ·
Ronde van Duitsland ·
Ronde van Groot-Brittannië ·
Maryland Cycling Classic ·
GP Industria & Artigianato-Larciano ·
Coppa Sabatini ·
Grote Prijs van Fourmies ·
Grote Prijs van Wallonië ·
Ronde van Luxemburg ·
Super 8 Classic ·
Ronde van Langkawi ·
Ronde van het Münsterland ·
Ronde van Emilia ·
Coppa Bernocchi ·
Ronde van de Drie Valleien ·
Ronde van Piemonte ·
Ronde van het Taihu-meer ·
Parijs-Tours ·
Ronde van Veneto ·
Japan Cup ·
Veneto Classic